# Platja de Can Cristus
La platja de Can Cristus, o de Can Cristos, és una platja del municipi de Calonge i Sant Antoni (Baix Empordà), situada en un tram de roquissar amb moltes cales petites, entre les poblacions de Platja d'Aro i Sant Antoni de Calonge. És la continuació de la platja de ses Torretes, de la que està separada per unes roques que arriben fins al mar. Orientada a l'est-sud-est, té una longitud de 249 m i una amplada mitjana de 32 m, formada per sorra mitjana i gruixuda. S'hi accedeix a peu pel camí de ronda.
Disposa de tot tipus de serveis, com sanitaris, dutxes, punt de socorrisme i primers auxilis, tot tipus de lloguers, quiosquets i rampes d’accés per a persones amb mobilitat reduïda. La presència de tres càmpings propers contribueix al fet que la platja tingui una alta ocupació.
L'Agència Catalana de l'Aigua efectua un control setmanal de la qualitat de l'aigua, durant la temporada de bany, amb el resultat d'excel·lent. La platja ha estat distingida amb el distintiu de Bandera Blava, que reconeix internacionalment la qualitat de l'aigua i serveis.